# Don Mankiewicz
Pour les articles homonymes, voir Mankiewicz.
Don Mankiewicz est un scénariste américain, né le 20 janvier 1922 à Berlin (Allemagne) et mort le 25 avril 2015 à Monrovia en Californie.

## Biographie

### Jeunesse
Don Mankiewicz naît à Berlin en 1922 et grandit à Beverly Hills. Il obtient un bachelor's degree de l'université Columbia en 1942 et interrompt ses études pour servir dans le renseignement militaire. L'une se ses nouvelles est publiée par The New Yorker. Après la Seconde Guerre mondiale, le magazine l'engage en tant que rédacteur.

### Carrière

#### Cinéma
Mankiewicz signe le scénario du film Le Procès, adaptation cinématographique de son roman Trial sortie sur les écrans en 1955. Avec Nelson Gidding, il écrit le scénario du film Je veux vivre !. Réalisé par Robert Wise, celui-ci retrace la vie d'une prostituée accusée de meurtre. En 1958, Mankiewicz et Gidding sont nommés pour l'Oscar de la meilleure adaptation cinématographique.

#### Télévision
Mankiewicz fait partie des scénaristes de la série Playhouse 90. Durant les années 1960, il écrit des scénarios, dont l'épisode pilote, pour les séries télévisées L'Homme de fer et Docteur Marcus Welby,. Au cours de sa carrière, il travaille également sur des séries comme Star Trek, Mannix et MacGyver.

### Engagement syndical et politique
En 1952, Mankiewicz rejoint la Writers Guild of America, le syndicat des scénaristes américains. Il fait partie de son conseil d'administration durant les années 1990. En 2008, la Writers Guild of America West lui décerne le Morgan Cox Award. Supporter du Parti démocrate, Mankiewicz s'engage en politique à l'échelon local.

## Famille
Il est le fils du scénariste et producteur de cinéma Herman J. Mankiewicz et le neveu du réalisateur Joseph L. Mankiewicz. Son frère Frank Mankiewicz est journaliste,.

## Filmographie (scénariste)

### Cinéma
- 1953 : Fast Company (en)
- 1955 : Le Procès (Trial)
- 1957 : La Cage aux hommes (House of Numbers) de Russell Rouse
- 1958 : Je veux vivre ! (I Want to Live!)
- 1962 : Les Liaisons coupables (The Chapman Report)
- 1975 : The Black Bird (en)

### Télévision
- 1957 : Playhouse 90
- 1965 : Profiles in Courage
- 1967 : Star Trek
- 1967 : L'Homme de fer
- 1969 : Mannix
- 1969 : Docteur Marcus Welby
- 1977 : McMillan
- 1983 : Simon et Simon
- 1986 : MacGyver

## Ouvrages
- (en) See How They Run, Knopf, 1951, 307 p. (OCLC 1540723)
- (en) Trial, Harper, 1955, 306 p. (OCLC 1635263)
- (en) It Only Hurts a Minute, Putnam, 1966, 312 p. (OCLC 674706)